# Hercostomus erectus
Hercostomus erectus är en tvåvingeart som beskrevs av Yang och Patrick Grootaert 1999. Hercostomus erectus ingår i släktet Hercostomus och familjen styltflugor.
Artens utbredningsområde är Yunnan (Kina). Inga underarter finns listade i Catalogue of Life.